# والتر راسيل بويي
والتر راسيل بويي (بالإنجليزية: Walter Russell Bowie)‏ هو عالم عقيدة وكاتب أمريكي، ولد في 1882، وتوفي في 1969.